# Карла Абсолонова-Буфкова
Карла Абсолонова-Буфкова, хрещена як Кароліна Анна Максиміліана Ванкелова ( 7 лютого 1855, Бланско — 29 листопада 1941, Прага ) була чеською авторкою книг для молоді, драматургинею і збирачкою народних звичаїв і пісень.

## Життєпис
Народилася у сім'ї лікаря Їндржиха Ванкла та Елішки (Альжбети) Ванклової, уродженої Шімової (1832–1903). Зі своїми сестрами (двоє загинули у ранньому віці) Властою Гавелковою, Люцією Бакешовою та Мадленою Ванкловою виросли в патріотичному середовищі. Мати була взірцем для своїх дочок, працювала в аптеці та допомагала батькові з його археологічною роботою. Її пристрасть до патріотизму та етнографії також проявлялася в її діяльності у товаристві «Растислав». Вона брала участь в організації дискусій, театральних постановок, розваг та інших заходів товариства. 
Карла здобула початкову освіту в Буржуазній школі в Бланско. Вона продовжила навчання у Вищій жіночій школі в Празі, де жила зі своєю старшою сестрою Люцією. Після повернення додому у 1872 році вийшла заміж за лікаря Вілібальда Абсолона.  Родина жила в Босковіці. У них народилось двоє дітей, дочка Ольга та син Карел Абсолон .  Втратила чоловіка у 1882 році. Через брак коштів вона переїхала з дітьми до сім'ї сестри, одруженої з Франтішеком Бакешем, в Оржеховички . Вона заробляла гроші викладанням гри на фортепіано. У 1887 році вийшла заміж вдруге за держслужбовця Едуарда Буфку. Пізніше її чоловіка перевели до празького Провінційного банку, і сім'я переїхала до Праги. У другому шлюбі народився син Володимир Їндржих Буфка . 
Була під впливом середовища, у якому вона виросла, і серед іншого, цікавилася етнографією. Вона збирала та записувала моравську народну музику, легенди, казки та народні звичаї. Написала кілька п'єс та дитячих книг та писала про проблеми фемінізму та свої пацифістські позиції, а також оповідання. Публікувала свої тексти у Національні газети, у Жіночі журнали або у жіночому часописі «Лада».  У журналі Жіночий світ у 1909 році керувала колонкою «З дому та з-за кордону». У 1911 році вона працювала в рубриках «Зі слов'янського світу» та «Жіноче питання».  Фейлетони з поїздки з «Моравська Швейцарія» була опублікована у часописі «Турист» . Ці тексти стали картиною сучасного використання Моравського Карсту для туризму. Вона публікувала професійні статті у Журналі патріотичного музейного товариства в Оломоуці . 
"Зібрання моравських легенд" було опубліковано у книзі під назвою «Ячмінні королівства» (1897), до якої була вміщена казка Манеса. Йозеф Манес був частим гостем у родини Ванклових, а його доньки, особливо маленька Карла, любили слухати його пояснення під час прогулянок околицями. Вона запам'ятала історію про підземне зелене королівство, зеленого короля та принцесу. Так пізніше була створена казка Манеса. 
Вона разом зі сестрами працювала у жіночому та громадському рухах . Була учасником підготовки етнографічних виставок в Оломоуц та в Празі. Карла була членкинею Музейного краєзнавчого товариства в Оломоуц, де вона присвятила себе музиці та фольклору. Також працювала в товаристві «Жеротин».  Між 1914 і 1920 роками присвятила себе написанню художньої літератури для «Mírová čítanka». Була співавтором у «Жіночому огляді» та в листівках жіночого притулку в Брно. У 1919 році вона покинула католицьку церкву.
Карла Абсолонова-Буфкова померла в Празі 29 листопаду 1941 року.

### Творчість (добірка)

#### Проза
- Слідами слов'ян на Рюгені – Оломоуц : Товариство патріотичного музею, 1900 [8]
- З Ячмінного Королівства: Моравські історії та легенди ( ілюстрації Вацлава Черного та К. В. Муттіх) – Прага: Йозеф Р. Вілімек, 1910 [9]
- Моравські легенди та казки. Особливо з Моравського карсту (ілюстратор Станіслав Гудечек ) – Прага: Йозеф Р. Вілімек, 1920 [10]
- Ренегат : Історія з минулого Моравії – Млада Болеслав : Карел Вачлена, 1925
- Про мавок – у журналі Товариства патріотичного музею в Оломоуці, 1928, с. 100–110

#### Драма
- Ми перемогли! або я не поститимуся!: Комедія Ганача у трьох діях – Бртніце : Йозеф Бірнбаум, 1925
- «Мандрівник», драма в чотирьох актах, або « Якщо втратиш кіготь, то втратиш цілого птаха». Л. Н. Толстой – Brtnice: J. Birnbaum, 1925 [11]

#### Аудіокниги
- 33 легенди про фортеці та замки : автори легенд: Йозеф Павел, Адольф Веніг, Їржі Свобода, Ярослав Каниза та Карла Буфкова-Ванклова . Ян Каниза, Прага: Supraphon, 2019 [12]

### Довідка
1. 1 2  Příběh ženské emancipace v rodině Jindřicha Wankla (Дипломна робота). Masarykova univerzita, Fakulta sociálních studií. 2008.
2. ↑  Шаблон:Citace elektronického periodikaMatriky - ACTA PUBLICA
3. ↑  Vznik a vývoj Ženského světa (1896–1930) (Дипломна робота). Masarykova univerzita, Fakulta sociálních studií. 2015.
4. ↑  Turismus v oblasti Moravského krasu na příkladu městyse Sloup (Дипломна робота). Masarykova univerzita, Filozofická fakulta. 2012.
5. ↑  Шаблон:Citace elektronického periodikaČlánky - Vztah Jindřicha Wankla a Josefa Mánese | blansko.cz
6. ↑  Шаблон:Citace elektronického periodikaKarla Bufková - Profil osobnosti
7. ↑  Шаблон:Citace elektronického periodika
8. ↑  Шаблон:Citace elektronického periodikaPo stopách slovanských na Rujaně | Národní digitální knihovna | Digitální knihovna Kramerius
9. ↑  Шаблон:Citace elektronického periodikaZ Ječmínkovy říše | Národní digitální knihovna | Digitální knihovna Kramerius
10. ↑  Шаблон:Citace elektronického periodikaMoravské pověsti a pohádky zejména z Krasu moravsk | Moravská zemská knihovna | Digitální knihovna Kramerius
11. ↑  Шаблон:Citace elektronického periodikaTulák | Národní digitální knihovna | Digitální knihovna Kramerius
12. ↑  Шаблон:Citace elektronického periodikaAudiokniha 33 pověstí o českých hradech a zámcích - Audioknihy ke stažení

### Пов'язані статті
- Родина Ванклових

### Зовнішні посилання
Digitalizovaná díla Karly Absolonové-Bufkové v České digitální knihovně
- Karla Absolonová-Bufková (roz. Wanklová) v databázi Albína